# Angel (Zweedse band)
Angel was een Zweedse band uit Degerfors, die doorbrak met hun hit Sommaren i city uit 1991.

## Bezetting
- Linda Jansson[2] (nu Dahl) (zang, keyboards)
- Jessica Larsson[3] (nu Wagnsson) (basgitaar)
- Maria Zaring[4] (nu Skaug) (gitaar)
- Linda Gustavsson[5] (drums)

## Geschiedenis
De meisjes kwamen uit Degerfors en Karlskoga. In 1992 bracht de band het album Äventyr i natten uit en nam deel aan Melodifestivalen met het nummer Venus Butterfly. Oorspronkelijk was Anna Åkesson de zangeres. Linda Jansson was later een van de drie schrijvers van het lied När vindarna viskar mitt namn, dat Melodifestivalen 2000 won, uitgevoerd door Roger Pontare.
Op 2 augustus 2007 trad de band op tijdens de Stockholm Pride schlager-avond met de nummers Sommaren i city en Venus Butterfly. Een Sommarkrysset-uitzending, uitgezonden op TV4, werd op 25 augustus 2007 gedaan.